# Cerro Torrecillas
El Cerro Torrecillas,  es un cerro cordillerano de Los Andes, ubicado en la Región Metropolitana de Santiago, en la comuna de San José de Maipo (Chile). Se encuentra cercano a la desembocadura del estero el Manzano en el río Maipo. Tiene una de altitud 1.600 m s. n. m.
Este cerro es conocido entre los escaladores chilenos por sus paredes de formaciones rocosas, poseyendo más de 50 rutas de escalada.